# جرامرلي
جرامرلي (بالإنجليزية: Grammarly)‏ هي عبارة عن منصة لتحسين الكتابة باللغة الإنجليزية تعتمد على الحوسبة السحابية. تستخدم المنصة تقنيات الذكاء الصناعي ومعالجة اللغات الطبيعية.
تم إصدار البرنامج لأول مرة في أواخرعام 2009. تقوم مصادر التدقيق اللغوي والكتابي التابعة لجراملرلي بالتحقق من أكثر من 250 قواعد نحوية.
تم تطوير البرنامج بواسطة Grammarly Inc. يقع مقر الشركة الرئيسي في سان فرانسيسكو كما توجد مقرات للشركة في نيويورك، كييف، وفانكوفر.

## التاريخ
جرامرلي تطبيق يكتشف تلقائيا القواعد النحوية والإملائية، علامات الترقيم، اختيار الكلمة، وأخطاء الكتابة. توضِّح خوارزميات جرامرلي المشكلات المحتملة في النص وتقترح تصحيحات خاصة بكل سياق للنحو، والتهجئة، والكلمة، والأسلوب، وعلامات الترقيم، والانتحال.
تم تطوير المنصة عام 2009 من الشركة المالكة Grammarly Inc بواسطة Alex Shevchenko و Max Lytvyn في كييف. كما أن الرئيس التنفيذي للشركة هو براد هوفر-Brad Hoover- .
في عام 2018، تم اكتشاف ثغرة أمنية في الإضافة التابعة لجرامرلي في متصفح الويب والذي سمح لجميع مواقع الويب بالوصول إلى كل ما كتبه المستخدم في محرر جرامرلي. وادعت بعد ذلك الشركة أن الثغرة أمنية ولم يتم استخدامها مطلقًا للدخول إلى بيانات حساب أي عميل.

## النسخ[3]
- مجانية
- بريميوم
- أعمال (للمجموعات المكونة من 3 إلى 149 شخص)
- المؤسسات التعليمية (5 طلاب أو أكثر)

## المنتجات

### محرر جرامرلي
يمكن إستخدامه من خلال متصفح الويب ويستخدم الحوسبة السحابية لتخزين الملفات.

### إضافة المتصفح
يمكن إضافة جراملي لمتصفحات الويب: كروم، سفاري، فايرفوكس، إيدج.

### إضافة مايكروسوفت وورد
يمكن إضافة جراملي لمحرر النصوص مايكروسوفت وورد

### تطبيق جراملي
جرامرلي متاح كتطبيق لكل من نظامي iOS وAndroid. كما توجد نسخة خاصة بالايباد.

### لوحة مفاتيح جرامرلي
توفر جرامرلي للمشتركين بالخدمة المدفوعة لوحة المفاتيح تقترح تحسينات للمفردات والنمط. وتقع الاقتراحات في أعلى لوحة المفاتيح، وتمكن المستخدم من قبول الاقتراح أو تغييره.

## ما يميز جرامرلي
في عام 2013، تم منح جرامرلي «الجائزة الذهبية» من قبل TopTenReviews مع تقييم 8.88.